# МерКсем Классик
МерКсем Классик (нидерл. MerXem Classic) — шоссейная однодневная велогонка, проходящая по территории Бельгии с 2019 года.

## История
Гонка была создана в 2019 году и сразу вошла в Женский мировой шоссейный календарь UCI. Также только в 2019 году входила в календарь женский Кубок Бельгии.
В 2020 и 2021 году была отменена из-за пандемии COVID-19.
Маршрут гонки представляет собой круг протяжённостью чуть больше 10 км проложенный в Мерксемe, одному из районов Антверпена который преодолевали около 10 раз. Общая протяжённость дистанции составляет в районе 120 км.
Название гонки связано с прежним написанием города Мерксем — нидерл. Merxem. Нынешнее написание — нидерл. Merksem.

## Призёры
| Год  | Победитель          | Второй         | Третий          |          |
| ---- | ------------------- | -------------- | --------------- | -------- |
| 2019 | Лотте Копеки        | Шарлотта Кол   | Корин Ривера    |          |
| 2020 | отменено            | отменено       | отменено        | отменено |
| 2021 | отменено            | отменено       | отменено        | отменено |
| 2022 | Элеонора Гаспаррини | Меган Джастрэб | Сильвия Персико |          |